# 羅璧 (隆慶進士)
羅璧（1531年—？），字伯現，湖廣承天府沔陽州人，軍籍，明朝政治人物。

## 生平
嘉靖四十年（1561年）辛酉科湖廣鄉試第十六名舉人。隆慶二年（1568年）中式戊辰科會試第十八名，三甲第十三名進士。官山西潞安府推官。

## 家族
曾祖羅遉；祖父羅倫；父羅立。前母袁氏；母胡氏。永感下。